# Pass Luftenstein
Der Pass Luftenstein liegt im nördlichen Saalachtal im Gebiet der Gemeinde Sankt Martin bei Lofer im Bundesland Salzburg von Österreich.
Der Pass Luftenstein ist ein Talpass in 648 m Höhe über dem Meeresspiegel. Über den Pass führt eine wichtige Landesstraße, die Pinzgauer Straße (B 311), welche Lofer mit Bischofshofen verbindet. Südlich des Passes befand sich eine historisch interessante Wehranlage, die Burg Luftenstein, welche 1974 einer Straßenbegradigung zum Opfer fiel. Geringe Reste der Burg sind entlang der Straße noch erhalten. An diese Anlage erinnert auch die Pension Pass Luftenstein.

## Geschichte
Der Ort des Passes ist durch einen bronzezeitlichen Depotfund als altes Siedlungsgebiet ausgewiesen.
Um 1200 wird der Name eines Ulricus de Lufstan (auch Loferstein oder Luftenstein genannt) erwähnt. Ab 1228 ist dieses Gebiet salzburgischer Besitz. 1250 belehnte der Salzburger Elekt Philipp von Spanheim die Grafen Otto und Konrad von Plain mit einem Lehen, das bereits ihr Oheim Leutold von Plain innehatte (citra turrim Louer). Nach dem Ende der Plainer kauften Albero und Otto von Walchen Luftenstein. Wegen eines Zerwürfnisses zwischen den beiden Brüdern hinderte Otto von Walchen seinen Bruder an der Nutzung seines Anteils am Turm zu Loufstein. Nach dem Tode beider Brüder kam der Besitz an das Erzbistum Salzburg. Mitte des 14. Jahrhunderts wurde hier der Sitz des Land- und Urbarrichters von Lofer eingerichtet. Der Pfleger übersiedelte Ende des 16. Jahrhunderts nach Lofer, durfte aber den Nießbrauch an dem Turm und dem dazugehörigen Meierhof als Teil seines Solds behalten. Die zum Pfleggericht gehörende Richtstätte lag damals an der Straße nach Unken (heute Kilometer 120,2) und heißt noch heute Galgenanger. Dort befindet sich ein Quaderstein, bei dem die Urteile vollzogen wurden. Während des Bauernkriegs 1525–1526 wurde Luftenstein zerstört, danach aber wieder aufgebaut. In der Folgezeit (1597, 1606) wird die Anlage des Öfteren erwähnt.
1621 ließ Fürsterzbischof Paris Lodron zum Schutz während des Dreißigjährigen Krieges die Befestigung weiter ausbauen. Auch 1645 wurden die Schanzen bei den Fortifikationen auf dem Turm zu Lofer verstärkt und mit 18 Mann belegt. Der Pächter der Meierei von Luftenstein war wegen des baulich schlechten Zustandes des Bauernhauses in den Turm gezogen, 1634 brach hier durch Unachtsamkeit der Bäuerin in der Küche ein Feuer aus, das erst nach dem Eingreifen der Bürger von Lofer gelöscht werden konnte; die Holzaufbauten des Turmes sind dabei zerstört worden. Wegen zweier Sprünge im Gemäuer musste der Hofbaumeister Santino Solari ein Gutachten für den Wiederaufbau erstellen.
Während des Spanischen Erbfolgekrieges (1700–1703) wurde der Turm der Landschaft übergeben, die dort zwei Mann zum Streifengehen einsetzte. Im 18. Jahrhundert wurde in Unterluftenstein Zwischen- und Beimaut eingehoben. Kontrolliert wurden dabei die Salzausfuhr nach Tirol und die Bierfuhren in den Pinzgau. Burg und Pass Luftenstein blieben unter dem Kommando eines Korporals. 1778 wies der Hofkriegsrat den Wunsch der Landschaft nach Auflösung von Luftenstein ab.
In den Franzosenkriegen wurde der Pass Luftenstein heftig umkämpft. Der Hauptmann der zweiten Pillerseer Schützenkompanie, Christian Blattl, ließ der Pass nochmals verschanzen und schaffte es so, alle Angriffe am Pass Luftenstein abzuwehren (Sieg am 13. Mai 1809).
Nach der Eroberung durch die Bayern und Franzosen wurden 1809 die dortigen Festungsbauten geschleift. Die endgültige Zerstörung fand aber erst 1974 durch den Straßenbau statt, bei dem verabsäumt wurde, auch die Vorwerke und Schanzanlagen am orographisch rechten Saalachufer zu untersuchen. Im Bereich der ehemaligen Befestigung wurde 1905 ein Denkmal errichtet, auf dem den Landesverteidigern Anton Hermann Rauchenbichler, Leis, Anton Wallner, Johann Panzl sowie ihren Offizieren und Waffenbrüdern von 1809 gedacht wird.